# Bogyoszló
Bogyoszló is een plaats (község) en gemeente in het Hongaarse comitaat Győr-Moson-Sopron. Bogyoszló telt 650 inwoners (2001).